# Вавілонська вежа (Брейгель)
Вавилонська вежа — предмет трьох картин Пітера Брейгеля Старшого. Перша, мініатюра, намальована на слоновій кістці, була написана, коли Брейгель був у Римі, і зараз втрачена. Дві збережені картини, які часто розрізняються префіксом «Великий» і «Маленький», знаходяться в Музеї історії мистецтв у Відні та музеї Бойманса Ван Бонінгена в Роттердамі відповідно. Обидва — олійні картини на дерев’яних панелях.
Роттердамська картина приблизно вдвічі менша за віденську. Загалом вони мають абсолютно однакову композицію, але на детальному рівні все по-різному, чи то в архітектурі вежі, чи в небі та ландшафті навколо вежі. Віденська версія має групу на передньому плані, з головною фігурою, імовірно, Німрод, який, як вважають, замовив будівництво вежі,  хоча Біблія насправді не говорить про це. У Відні вежа височіє на краю великого міста, але Роттердамська вежа знаходиться у відкритій місцевості.
На картинах зображено будівництво Вавилонської вежі, яку, згідно з Книгою Буття в Біблії, побудувало об’єднане, одномовне людство як знак їхнього досягнення і не дати їм розпорошитися: «Тоді вони сказали:« Ходімо, збудуємо собі місто та вежу з вершиною на небі, і зробимо собі ім’я, інакше ми будемо розпорошені по всій землі». (Буття 11:4).

## Опис та аналіз
Зображення Брейгелем архітектури вежі з її численними арками та іншими прикладами римської інженерії навмисно нагадує римський Колізей , який християни того часу вважали символом як гордині, так і переслідування. Брейгель відвідав Рим у 1552–1553 роках. Повернувшись в Антверпен, він, можливо, оновив свою пам'ять про Рим серією гравюр із зображенням головних визначних пам'яток міста, зроблених видавцем його власних гравюр Ієронімом Коком, оскільки він включив деталі гравюр Кока з римськими поглядами в обидві збережені версії. Вавилонської вежі.
Паралель Риму та Вавилону мала особливе значення для сучасників Брейгеля: Рим був Вічним містом, призначеним Цезарями, щоб тривати вічно, і його занепад і руїна вважалися символом марнославства й швидкоплинності земних зусиль.  Вежа також була символом релігійних потрясінь між католицькою церквою (яка в той час проводила всі служби латинською мовою) і поліглотською протестантською релігією, яка ставала все більш популярною в Нідерландах. Можливо, ця тема мала особливу актуальність, оскільки відома Біблія поліглотів шістьма мовами, яка стала віхою в біблійних науках, була опублікована в Антверпені в 1566 році . Хоча, на перший погляд, башта здається стабільною серією концентричних стовпів, при уважному розгляді стає очевидним, що жоден із шарів не лежить на справжньому горизонталі. Скоріше вежа побудована як висхідна спіраль.
Робітники на картині побудували арки перпендикулярно похилому ґрунту, зробивши їх нестійкими, і вже видно, що кілька арок руйнуються. Фундамент і нижні шари вежі не були завершені до будівництва вищих шарів.

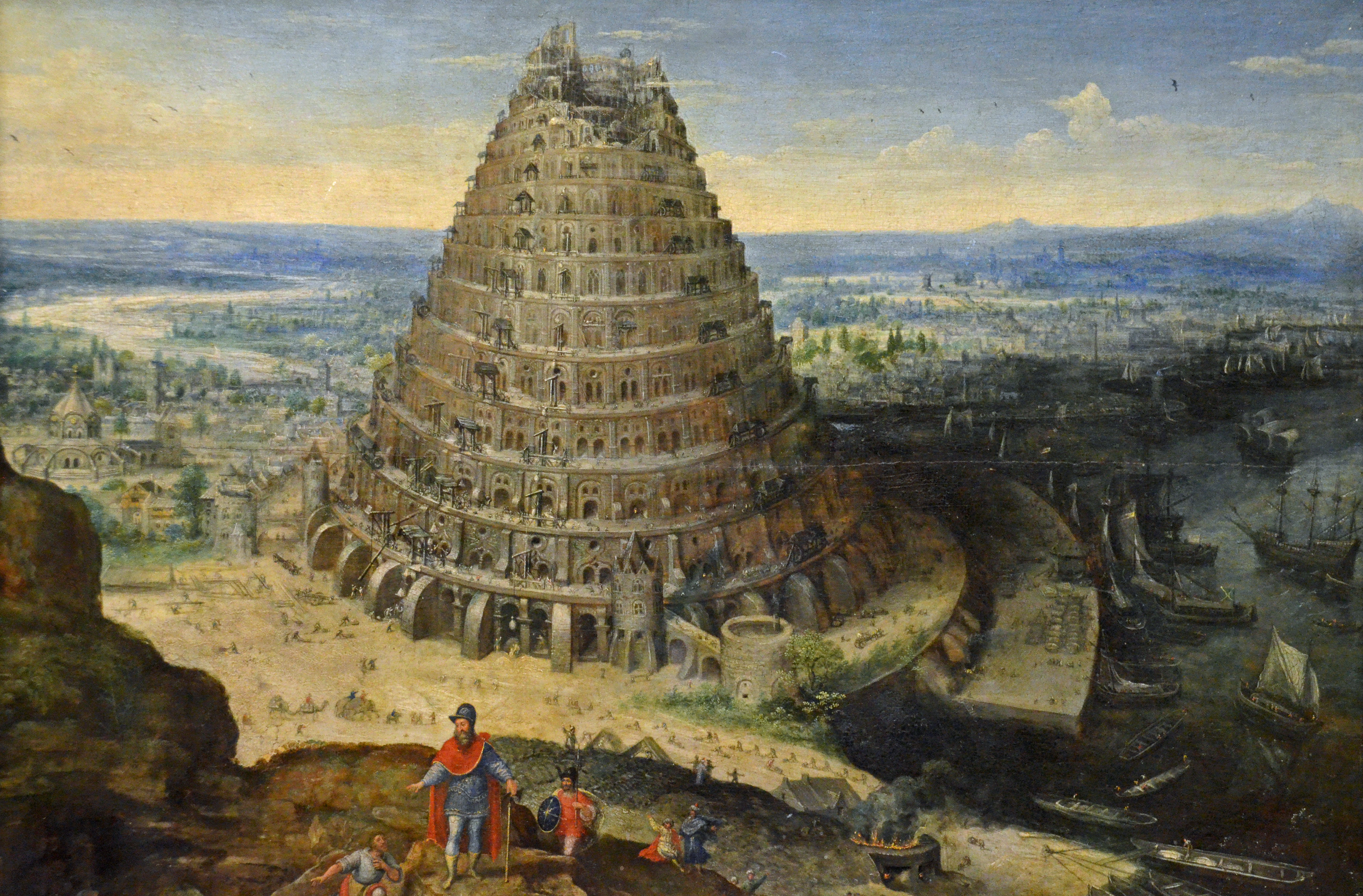
Вавилонська вежа Ван Валькенборха 1594 р

Лукас ван Фалькенборх, сучасник Брейгеля, також намалював Вавилонську вежу в 1560-х роках і пізніше у своїй кар'єрі, можливо, після того, як побачив зображення Брейгеля.  Обидва були частиною більшої традиції розпису вежі протягом 16-го та 17-го століть. 

Деталь з правого боку, з оригінальним утворенням скелі.

Історія Вавилонської вежі (наприклад, у «Самогубстві Саула», єдина інша картина Брейгеля зі старозавітним сюжетом) була інтерпретована як приклад покараної гордості, і це, безсумнівно, те, що Брейгель мав на меті проілюструвати своєю картиною.  На додаток, напружена діяльність інженерів, каменярів і робітників вказує на другу мораль: марність багатьох людських зусиль. Приречена будівля Німрода була використана для ілюстрації цього значення в «Кораблі дурнів » Себастьяна Бранта.  Знання Брейгеля щодо будівельних процедур і технік значні та правильні в деталях. Майстерність, з якою він продемонстрував цю діяльність, нагадує, що його останнє замовлення, яке залишилось незавершеним після його смерті, було для серії документальних картин, що зафіксували копання каналу, що з’єднує Брюссель і Антверпен. 
Обидві вежі показані частково збудованими з кам’яним облицюванням на масивному цегляному каркасі, типовій техніці римської архітектури, яка використовувалася в Колізеї та інших величезних римських будівлях. Величезна і формальна архітектура такого роду не є звичайним інтересом Брейгеля ні до картин, ні до малюнків, хоча це була типова тема для багатьох його сучасників.  Надін Оренштейн, обговорюючи свій єдиний відомий малюнок будівель у Римі, приходить до висновку з деталей, взятих з Колізею на обох картинах вежі, що він «повинен» записав їх на малюнках під час свого візиту десять років тому, але з огляду на легку доступність гравюр. це не здається остаточним. 
Немає збережених малюнків, які є дослідженнями для цієї чи будь-якої іншої картини Брейгеля. Це попри ознаки того, що Брейгель використовував підготовчі дослідження. Обидві версії Tower насичені деталями, які, швидше за все, були розроблені в ескізах першими.  За винятком відсутності гір, картини містять основні інгредієнти світового пейзажу, тип композиції, який слідував у багатьох ранніх пейзажах Брейгеля. Віденська вежа побудована навколо дуже крутої невеликої гори, яку можна побачити, що виступає з архітектури в центрі біля землі та праворуч вище.

## Походження
На віденській картині прямо перед королем є кам’яна брила з підписом і датою «Брвегель. FE M.CCCCC LXIII» (де Bruegel FE. скорочення від «Bruegel a fait en», французька «[намальований] Брейгелем, у [1563]»)  Він був намальований для антверпенського банкіра Ніколаеса Йонгелінка , одного з найкращих меценатів Брейгеля, якому належало не менше 16 його картин. 

## Галерея деталей (віденська версія)

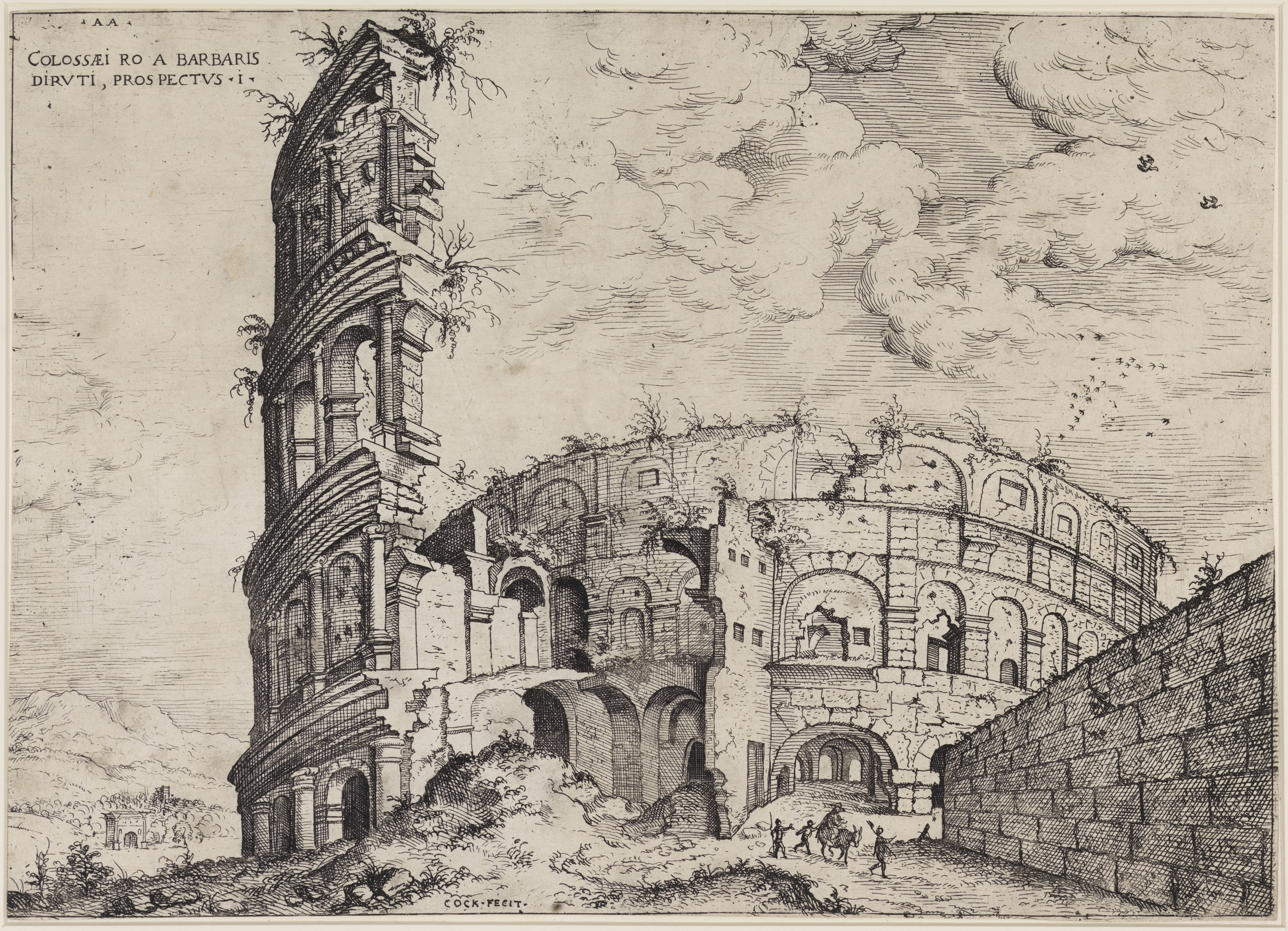
Відбиток Колізею в Римі, опублікований Ієронімом Коком у 1551 році
Король і оточення в гостях у будівельників. Підпис Брейгеля внизу праворуч.
Вершина над хмарами
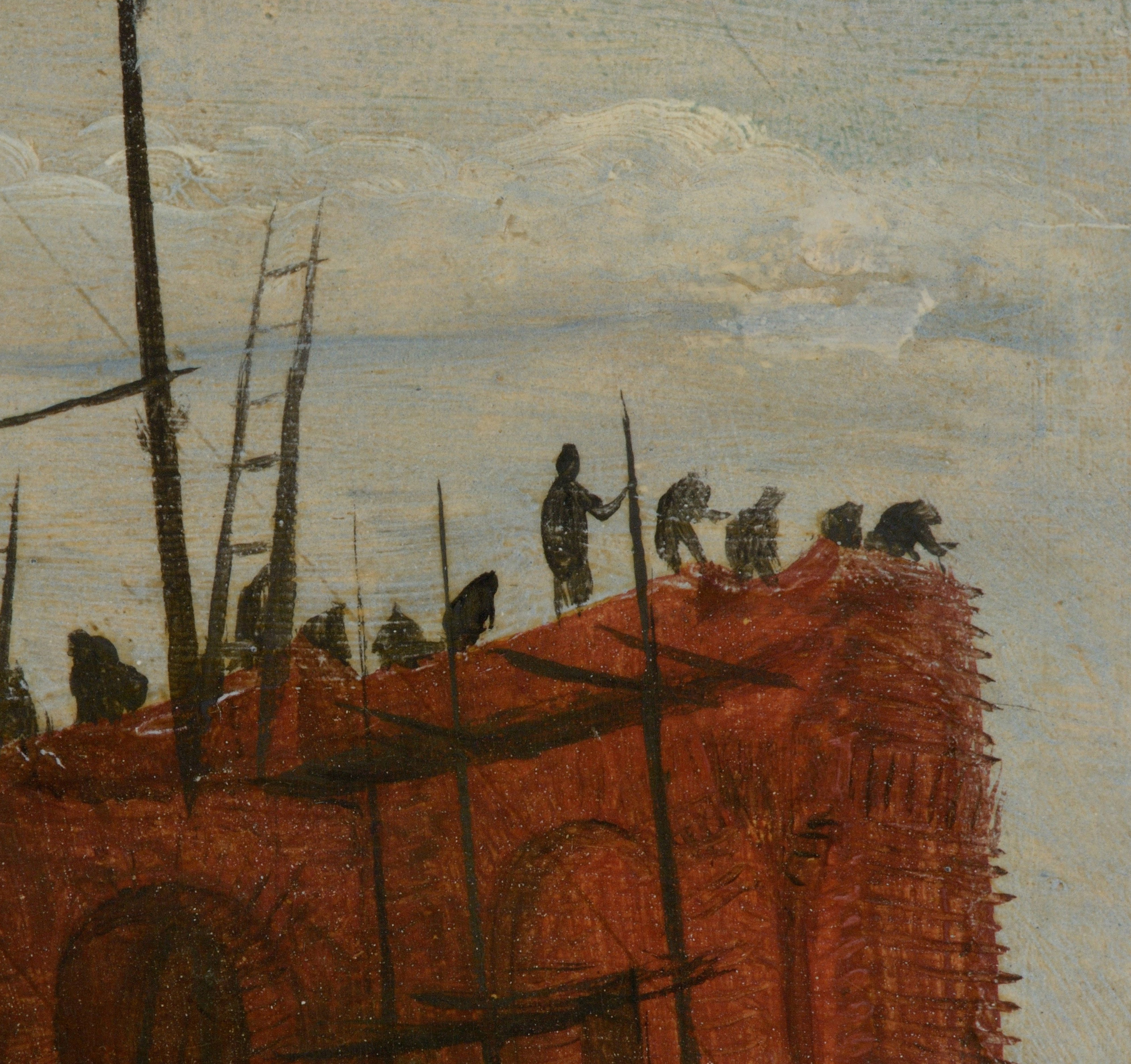
Силуетні муляри на верхньому рівні
Журавель
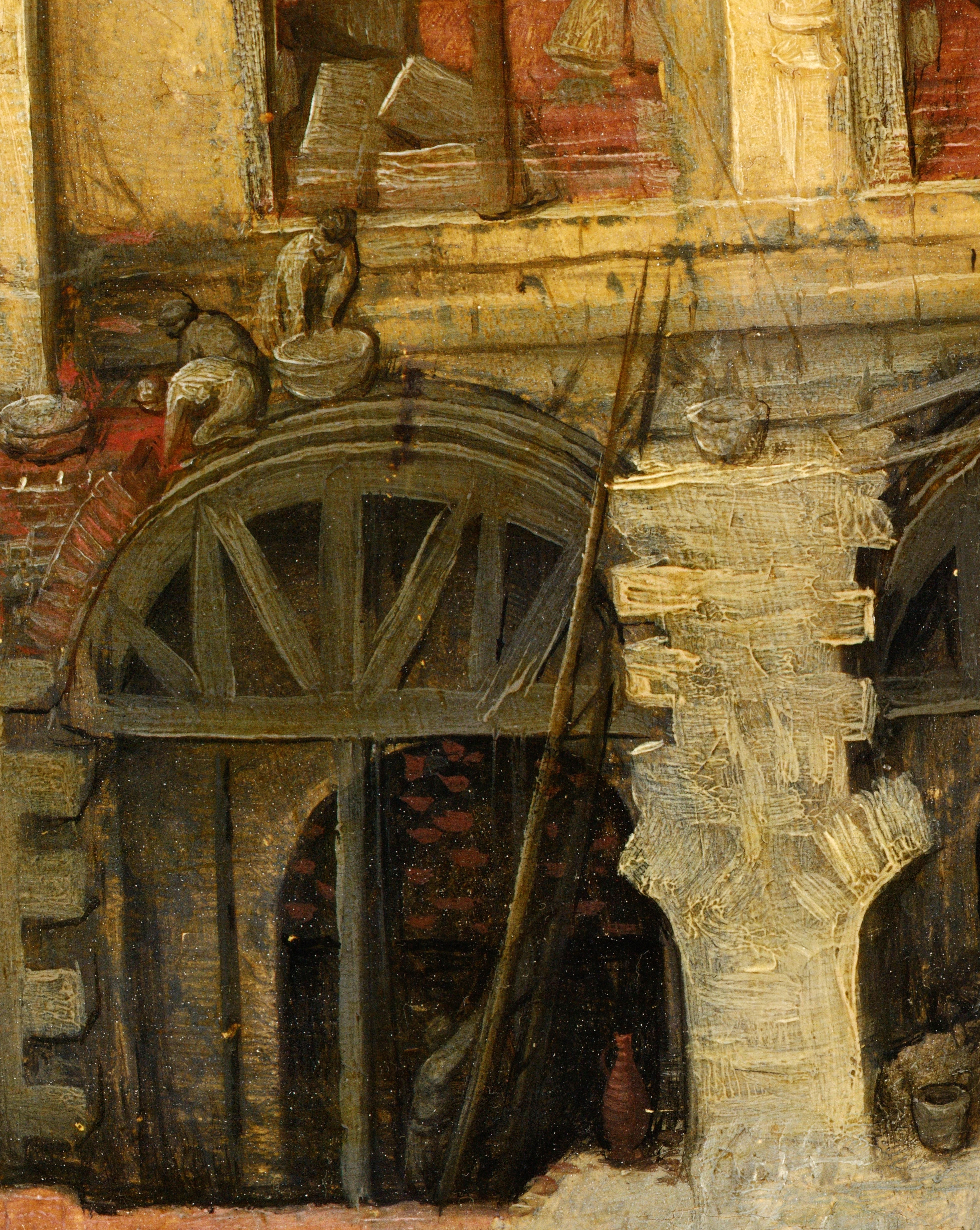
Сховище з підробкою[en]

## У масовій культурі

### Романи
Розпис мініатюри на слоновій кістці описано в розділі роману Руді Ракера «Як вище, так і нижче: роман Пітера Брейгеля». Проте зображення картини, що з’являється на с. 26 у романі — це олійний живопис 1563 року на дубовому панно у Віденському історичному музеї мистецтв. (див. стор. 360 у Подяки). 
Картина також зображена на обкладинці книги Пола Грема «Хакери та художники» 2004 року. Художник Лотар Остербург створив серію робіт під впливом Вавилонської вежі під назвою «Вавилонська вежа» (2015–2017), які включають фотогравюри, покадрове відео та 28-футову скульптурну інсталяцію, повністю побудовану зі старих книг.  

### У відеоіграх
Картина з'являється як основний елемент на одній коробці відеогри Civilization III.
Вони коротко згадуються у відеогрі Shadowman 1997 року, де Jaunty пояснює, що Брейгель був шокований тим, як The Asylum нагадує його картини.
У відеогрі Shadow of the Colossus 2005 року «The Shrine of Worship» є чітким посиланням на Вавилонську вежу, особливо якщо врахувати, що ім’я головного антагоніста — Дормін, що означає «Німрод», що написано задом наперед.
Картина також з’являється у відеогрі 2012 року Call of Duty: Black Ops 2 у режимі виживання зомбі на карті «Зелений біжить» на стіні в частині карти (Місто).
Відеогра Let it Die 2016 року присвячена картині. Показ у грі «Tower of Barbs» із майже ідентичними характеристиками, як і оригінальна робота з сучасним міським мотивом і смертю, що стоїть замість короля Німрода.

### У музиці
Бразильський рок-гурт Titãs використав картину як обкладинку свого альбому Nheengatu 2014 року.
Російський репер Oxxxymiron використовує картину як обкладинку для свого альбому "Горгород" 2015 року.